# Lista de pinturas de Estêvão Silva
Esta é uma lista de pinturas de Estêvão Silva, um artista brasileiro, nascido na cidade do Rio de Janeiro, em 1844. Ele faleceu no Rio de Janeiro em 1891 e, durante a sua vida, também atuou como desenhista e professor. Ele é considerado um dos principais artistas brasileiros por ser o primeiro pintor negro de notoriedade formado pela Academia Imperial de Belas Artes.
Silva é visto como um pintor de naturezas-mortas, sendo um dos principais expoentes brasileiros neste gênero. As suas obras retratam predominantemente frutos e flores, com exceção de alguns retratos, como o Retrato de Castagneto. Ele também executou obras com temas históricos, religiosos e alegóricos. Na Academia foi discípulo de Victor Meireles, Jules Le Chevrel e Agostinho José da Mota.
Ao longo da sua vida, Silva não deixou de seguir os padrões da Academia, mas envolveu-se com o Grupo Grimm durante a década de 1880. No grupo, o artista identificou-se com a proposta mais inovadora, com relação à época, seguida por seus membros, que consistia na pintura ao ar livre e o contato direto com os objetos retratados. Foi neste período que o artista pintou o retrato de Castagneto.

## Lista de pinturas
| Imagem | Título                         | Data | Material     | Coleção                                      | Versão audível |
| ------ | ------------------------------ | ---- | ------------ | -------------------------------------------- | -------------- |
|        | Natureza Morta                 | 1889 | tinta a óleo | Coleção da Pinacoteca do Estado de São Paulo |                |
|        | Retrato de Castagneto          | 1885 | tinta a óleo | Coleção da Pinacoteca do Estado de São Paulo |                |
|        | Natureza Morta (Estevão Silva) | 1888 | tinta a óleo | Coleção da Pinacoteca do Estado de São Paulo |                |